# Niccolò Ariosto

Stemma degli Ariosti

Niccolò Ariosto (Ferrara, 1433 – Reggio Emilia, 10 febbraio 1500) è stato un militare italiano, padre del poeta Ludovico.

## Biografia
Nacque a Ferrara da una famiglia originaria delle colline bolognesi nei pressi di Pianoro, gli Ariosti, dalla quale erano usciti uomini d'arme, di leggi e di lettere. Molto chiacchierato e continuamente accusato di soprusi e ruberie, si pose al servizio dei Gonzaga e nel 1471, su ordine di Ercole I d'Este, tentò di avvelenare a Mantova Nicolò I d'Este. Nonostante il fallimento della congiura, venne ricompensato con l'ufficio di capitano della Cittadella di Reggio Emilia, dove entrò in contatto col Boiardo e dove conobbe la sua futura moglie, Daria Malaguzzi Valeri (1º aprile 1453-fra il settembre 1519 e il febbraio 1522), che sposò il 12 ottobre 1473. 
Figlia di un'antica famiglia reggiana, le cui origini risalgono al XII secolo, Daria è bella, giovane, virtuosa e porta a Niccolò la ricca dote di 1.000 ducati d'oro. Data la già pessima reputazione di Niccolò, per prudenza, la famiglia gli verserà la dote solo cinque anni dopo le nozze. Daria, invece, riceve in dono dalla famiglia Malaguzzi 310 ducati d'oro e una rendita di 25 ducati l'anno. Quel matrimonio si annuncia come un onere assai grave e Daria avrà per tutta la vita la preoccupazione di tenere ben distinti i suoi comportamenti da quelli del marito, che ha reputazione di ladro e truffatore.
L'8 settembre 1474, nella Cittadella di Reggio Emilia, Niccolò diviene padre di Ludovico, il primo dei dieci figli; gli altri nove furono: 
- Taddea Giovanna (battezzata il 26 novembre 1475 - ottobre 1492), destinata al convento di S. Caterina in Ferrara;
- Gabriele (battezzato il 23 febbraio 1477 - 13 maggio 1549), affetto da paralisi, amministrò i beni di famiglia[3]; nel 1510 sposò Ludovica (o Taddea) Valeri e lasciò numerosa discendenza, fra cui:
  - Giulio (6 febbraio 1511 - sepolto il 17 maggio 1575), sposò nel 1554 la lontana parente Filippa Ariosto e lasciò discendenza, fra cui:
    - Orazio (1555-1593), canonico e poeta;
- Laura Margherita (battezzata l'11 luglio 1479 - dopo il 1523), sposò nell'aprile 1501 Andrea Guirino, banchiere e cambiavalute (?-1523);
- Giulia Giovanna (battezzata il 24 giugno 1480 - ?), sposò prima del 1500 ..., di Padova;
- Virginia (1481/1482 - dopo il 1545), monaca in S. Caterina in Ferrara;
- Carlo, visse a Napoli (c. 1485 - 1527);
- Galasso (1489 - 1º novembre 1546[4]), canonico della Cattedrale di Reggio nel 1534 e della Cattedrale di Ferrara nel 1540; ambasciatore degli Estensi a Venezia e poi alla corte imperiale[5]
- Alessandro (fra il settembre 1491 e il febbraio 1492 - 12 ottobre 1569), ecclesiastico, è al servizio del cardinal Ippolito d'Este; Conte Palatino e Notaio Apostolico dal 1516;
- Taddea (1493 - gennaio/febbraio 1520), sposò nel 1518 Antonio dal Leone, cittadino ferrarese (?-1528).

Poco prima del matrimonio con Daria, ebbe anche una figlia illegittima, Anna (battezzata l'8 ottobre 1473-?).
Nel 1480 viene poi trasferito al capitanato di Rovigo, che deve abbandonare nel 1482 durante la guerra tra Venezia e gli Estensi. Si sposta quindi nel Polesine, dove ottiene l'incarico di tesoriere generale delle milizie. La sua scalata al potere finanziario lo vede poi comprare la carica di giudice dei Dodici Savi e porsi a capo dell'amministrazione della città di Ferrara, dove si trasferisce con la famiglia nel 1484.
È tra il 9 e il 15 di giugno del 1487 che prendono a circolare per Ferrara i bischizi, sonetti velenosissimi e anonimi di denuncia delle ruberie e delle malefatte di Niccolò Ariosto, che l'anno successivo è costretto a dimettersi dalla carica e a trasferirsi a Modena, a reggerne il capitanato.
Intanto, dal 1489 al 1494, Niccolò costringerà il primogenito agli studi di diritto, che Ludovico detesta, presso l'Università di Ferrara. Di quel periodo, Ludovico parla così:
non che con sproni, a volger testi, e chiose,

e m'occupò cinque anni in quelle ciancie

ma poi che vide poco fruttuose

l'opere, e il tempo invan gittarsi, dopo

molto contrasto in libertà mi pose»
Nel 1492 Niccolò è di nuovo a Ferrara e nel 1496 si aggiudica il ricco incarico del commissariamento di Romagna, che perde rapidamente per la durezza e la poca trasparenza dei suoi traffici economici. Dopo aver recuperato per un breve periodo, nel 1499, la carica di tesoriere, muore nel 1500 e viene sepolto nel sarcofago tardo bizantino, usato dagli Ariosto per la propria sepoltura, in san Francesco, a Ferrara.